# أديتيا جوشي
أديتيا جوشي (بالهندية: आदित्य जोशी؛ بالإنجليزية: Aditya Joshi) هو لاعب كرة الريشة هندي، ولد في 7 أغسطس 1996 في Dhar ‏ في الهند.

## وصلات خارجية
- أديتيا جوشي على موقع BWF.tournamentsoftware.com (الإنجليزية)
- أديتيا جوشي على موقع BWFbadminton.com (الإنجليزية)
- أديتيا جوشي على موقع أوليمبيديا (الإنجليزية)